# Xã Richland, Quận Fountain, Indiana
Xã Richland (tiếng Anh: Richland Township) là một xã thuộc quận Fountain, tiểu bang Indiana, Hoa Kỳ. Năm 2010, dân số của xã này là 950 người.